# Василий Кузнецов
Василий Иванович Кузнецо̀в е руски офицер и съветски военачалник, генерал-полковник (1943), герой на Съветския съюз, участник в Първата и Втората световна война.

## Биография
Роден е на 3 януари 1894 г. в село Уст-Усолка, в Чердински уезд на Пермска губерния (сега Чердински район на Пермски край). През 1915 г. е призован в Руската армия. На следващата година завършва школа за прапоршчици.
В РККА е от 1918 г. В Гражданската война командва последователно рота, батальон, стрелкови полк. След войната командва полк, дивизия, корпус, Витебската армейска група.
Василий Иванович завършва курсовете „Изстрел“ за командния състав (1920) и Военната академия „Фрунзе“ (1936). През 1928 г. става член на ВКП(б). От 1940 г. е генерал-лейтенант. През септември 1939 г., начело на 3-та армия, участва в похода на Червената армия в Полша.
В началото на Великата отечествена война 3-та армия е обкръжена при Гродно. В края на юли 1941 г. успешно излиза от обкръжението в района на Рогачов и щабът на армията обединява под свое управление войските в района на Мозир. През август Кузнецов оглавява 21-ва армия от Централния фронт (по-късно преименуван на Югозападен фронт). След разгрома на фронта в боевете при Киев той е назначен начело на новосформираната 58-а армия (ноември 1941), после в периода ноември 1941 – май 1942 г. командва 1-ва ударна армия от Западния фронт, участва в Битката за Москва и общото настъпление на съветските войски през зимата на 1942 г.
През юли 1942 г. оглавява новата 63-та армия от Сталинградския фронт и участва в Битката за Сталинград. В периода декември 1942 – декември 1943 г. командва 1-ва гвардейска армия. От май 1943 г. е генерал-полковник. От декември 1943 до март 1945 г. е заместник-командващ войските на 1-ви прибалтийски фронт.
От март 1945 г. е командващ 3-та ударна армия от състава на 1-ви беларуски фронт. Под негово ръководство армията участва в Берлинската операция. На 1 май 1945 г. войници от 3-та ударна армия издигат съветското знаме на победата над Райхстага. На 29 май същата година на генерал-полковник Кузнецов е присвоено званието „герой на Съветския съюз“ с връчване на орден „Ленин“ и медал „Златна звезда“ (под №6460).
След войната продължава да командва 3-та ударна армия. В периода 1948 – 1953 г. е председател на Централния комитет на Доброволната организация за съдействие на армията, авиацията и флота (ДОСААФ). От 1953 до 1957 г. е командващ войските на Приволжкия военен окръг, после е на работа в централния апарат на Министерството на отбраната.
Депутат е във Върховния съвет на СССР в периодите 1946 – 1950 и 1954 – 1958 г. През 1960 г. излиза в оставка.
Василий Иванович Кузнецов умира на 20 юни 1964 г. Погребан е в Новодевичето гробище в Москва.

## Награди
- Герой на Съветския съюз
- 2 ордена „Ленин“
- 5 ордена „Червено знаме“
- 2 ордена „Суворов“ – I степен
- други съветски медали и 4 чуждестранни ордена

През 1995 г. на негово име в Москва е наименувана улица „Генерал Кузнецов“. На нея е поставен и бюст на генерала. Неговото име носи и улица в гр. Соликамск, Пермска област.